# Крупи, Эли Жуниор
Эли́ Жунио́р Эри́к Ана́т Крупи́ (фр. Eli Junior Eric Anat Kroupi; родился 23 июня 2006, Лорьян) — французский футболист, атакующий полузащитник английского клуба «Борнмут».

## Клубная карьера
Воспитанник футбольной академии «Лорьяна», за которую выступал с 2013 года. Летом 2022 года подписал свой первый профессиональный контракт с клубом. 3 июня 2023 года дебютировал в основном составе «Лорьяна» в матче французской Лиги 1 против «Страсбура». 23 сентября 2023 года забил свой первый гол за «Лорьян» в матче против «Нанта».
3 февраля 2025 года перешёл в «Борнмут». Остаток сезона 2024/25 он провёл в «Лорьяне» на правах аренды.

## Карьера в сборной
В 2021 году дебютировал за сборную Франции до 16 лет, а год спустя впервые сыграл за сборную Франции до 17 лет. В 2023 году дебютировал за сборные Франции до 18 и до 19 лет.

## Личная жизнь
Отец — ивуарийский футболист Элье Крупи, который так же, как и сын, играл за «Лорьян».